# 朝圣者天主圣三堂

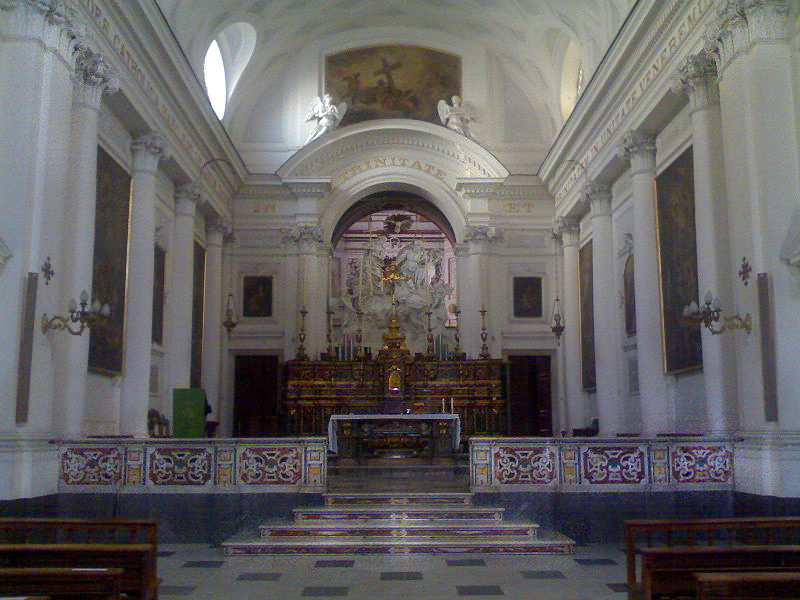

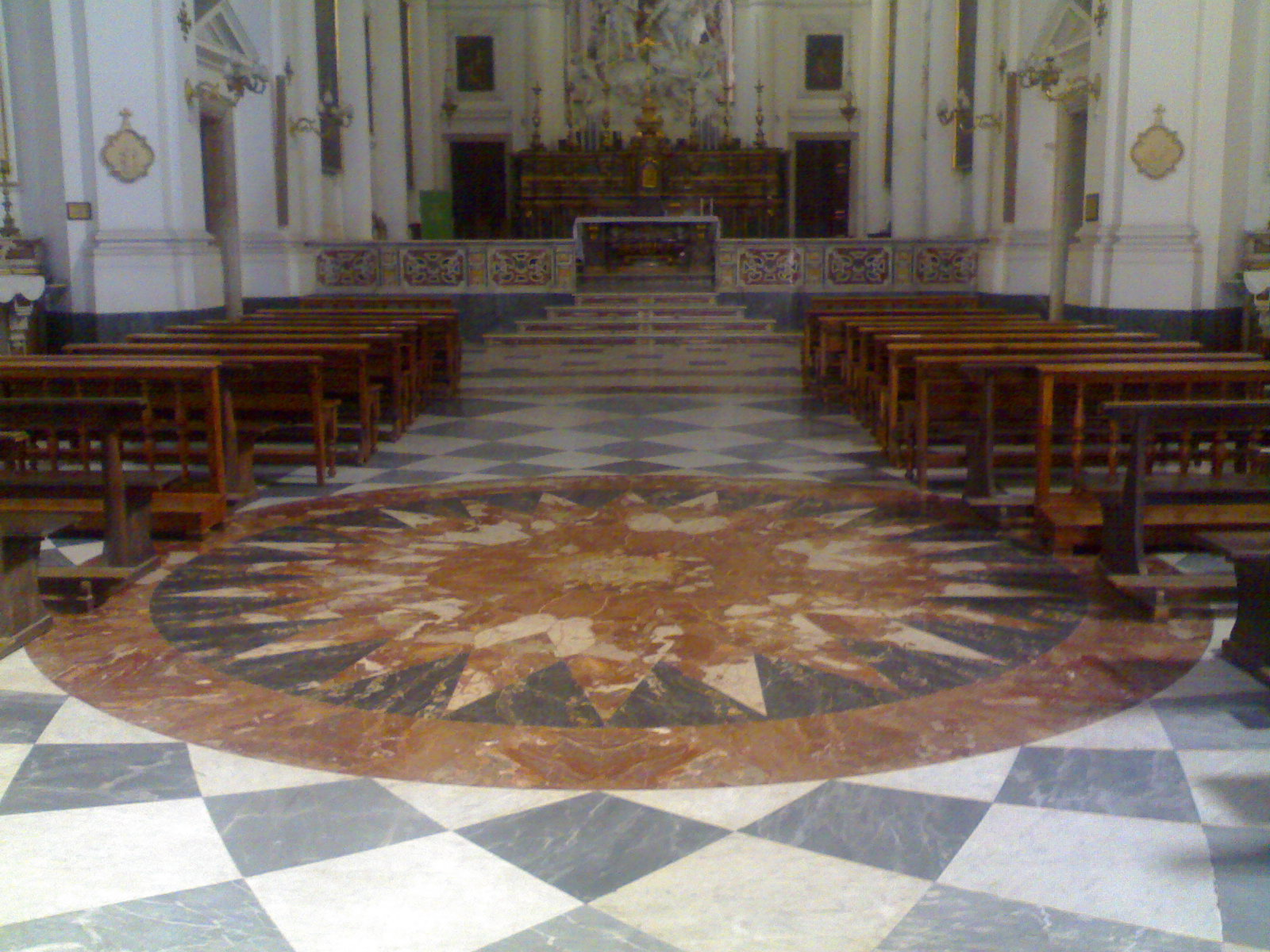

朝圣者天主圣三堂（義大利語：Chiesa della Santissima Trinità dei Pellegrini）是意大利那不勒斯的一座罗马天主教教堂，位于历史城区的麦地那门街。

## 历史
教堂建筑和同名医院由耶路撒冷骑士团成员法布里奇奥·皮尼亚泰利·迪·蒙特利昂纳创建于十六世纪。后来，整个建筑群包括附属医院归属圣三兄弟会。建筑群在1769年扩建，由卡罗万维泰利设计。教堂右侧与Materdomini圣母堂相连。
立面有圣斐理伯·內利和圣雅纳略的雕像。
该堂建筑颇为独特，平面是由两个八角形加上一个矩形构成。